# Babięty
Babięty (deutsch Babanten) ist ein kleiner Ort in der polnischen Woiwodschaft Ermland-Masuren und liegt im Gebiet der Gmina Dźwierzuty (Mensguth) im Powiat Szczycieński (Kreis Ortelsburg).

## Geographische Lage
Babięty liegt am Westufer des Kleinen Babant-Sees (polnisch Jezioro Babięty Małe) in der südlichen Mitte der Woiwodschaft Ermland-Masuren, 21 Kilometer nordöstlich der Kreisstadt Szczytno (deutsch Ortelsburg).

## Geschichte
Gegründet wurde der nach 1785 Babandten genannte Ort unter Kurfürst Georg Wilhelm im Jahre 1624. Er bestand aus mehreren kleinen Höfen. Unter den fünf Eigentümern wurde 1717 Georg Christoph Küchmeister genannt. Im Jahre 1874 wurde Babanten in den neu errichteten Amtsbezirk Przytullen (polnisch Przytuły) eingegliedert, der – 1938 in „Amtsbezirk Steinhöhe“ umbenannt – bis 1945 bestand und zum ostpreußischen Kreis Ortelsburg gehörte.
72 Einwohner waren 1910 in Babanten registriert, Im Jahre 1933 belief sich ihre Zahl auf 92 und 1939 auf noch 74.
Aufgrund der Bestimmungen des Versailler Vertrags stimmte die Bevölkerung im Abstimmungsgebiet Allenstein, zu dem Babanten gehörte, am 11. Juli 1920 über die weitere staatliche Zugehörigkeit zu Ostpreußen (und damit zu Deutschland) oder den Anschluss an Polen ab. In Babanten stimmten 51 Einwohner für den Verbleib bei Ostpreußen, auf Polen entfielen keine Stimmen.
In Kriegsfolge wurde Babanten 1945 mit dem gesamten südlichen Ostpreußen an Polen überstellt und erhielt die polnische Namensform „Babięty“. Heute ist der Ort in das Dorf Jeleniowo (Jellinowen, 1938 bis 1945 Gellen (Ostpr.)) integriert („przysiółek wsi Jeleniowo“) – innerhalb der Landgemeinde Dźwierzuty (Mensguth) im Powiat Szczycieński (Kreis Ortelsburg), bis 1998 der Woiwodschaft Olsztyn, seither der Woiwodschaft Ermland-Masuren zugehörig.

## Kirche
Babanten war bis 1945 in die evangelische Kirche Rheinswein in der Kirchenprovinz Ostpreußen der Kirche der Altpreußischen Union sowie in die katholische Kirche Mensguth im damaligen Bistum Ermland eingepfarrt. Heute gehört Babięty katholischerseits zur Kirche in Rybno im jetzigen Erzbistum Ermland sowie zur evangelischen Kirche Rańsk, jetzt eine Filialkirche der Pfarrei Szczytno (Ortelsburg) in der Diözese Masuren der Evangelisch-Augsburgischen Kirche in Polen.

## Verkehr
Babięty ist von der Woiwodschaftsstraße 600 aus über einen Abzweig in Śledzie (Heering) zu erreichen. Außerdem führt eine Zuwegung von Rów (Rowmühle, 1938 bis 1945 Babantmühle) am Südufer des Großen Babant-Sees (polnisch Jezioro Babięty Wielkie) in den Ort. Eine Anbindung an den Bahnverkehr besteht nicht.